# (32470) 2000 SD190
2000 SD190 (asteroide 32470) é um asteroide da cintura principal. Possui uma excentricidade de 0.04746490 e uma inclinação de 11.51862º.
Este asteroide foi descoberto no dia 23 de setembro de 2000 por Spacewatch em Kitt Peak.